# Hydnophytum laurifolium
Hydnophytum laurifolium är en måreväxtart som beskrevs av Otto Warburg. Hydnophytum laurifolium ingår i släktet Hydnophytum och familjen måreväxter. Inga underarter finns listade i Catalogue of Life.